# Resolução 165 do Conselho de Segurança das Nações Unidas
Resolução 165 do Conselho de Segurança das Nações Unidas, foi aprovada em 26 de setembro de 1961, após análise do pedido da República de Serra Leoa para ser membro da Organização das Nações Unidas, o Conselho recomendou à Assembleia Geral que a Serra Leoa deve ser admitido.
Foi aprovada por unanimidade.